# 科洛拉斯普林斯 (密西西比州)
科洛拉斯普林斯（英語：Kolola Springs）是位於美國密西西比州朗茲縣的非建制地區。

## 歷史
科洛拉斯普林斯的郵局於1928年設立，其後於1953年停運。

## 地理
科洛拉斯普林斯所處的海拔為高於海平面68米（即223英呎），而該地所採用的時區為UTC-6，即北美中部時區（CST）。同時該地設有夏令時間，為UTC-6調快一小時，即UTC-5（CDT）。